# Sandwich (Wielka Brytania)
Sandwich – miasto w Anglii, w hrabstwie Kent, w dystrykcie Dover, położone nad rzeką Stour. Leży 19 km na wschód od miasta Canterbury i 106 km na wschód od centrum Londynu. W 2015 miasto liczyło 7080 mieszkańców.

## Współpraca
Miejscowość partnerska:
- Ronse, Belgia